# 廃嫡
廃嫡（はいちゃく）は、嫡流を継ぐ相続権を廃する、または廃されること。

## 概要
日本の「家制度」に代表されるような前近代的の家族制度では、嫡男・総領が家督を継ぐことが相続の基本形態であった。廃嫡とは、何らかの理由により嫡子に対し相続する権利を廃すること（もしくは嫡子側から見て、権利が廃されること）を指す。廃嫡はお家騒動に発展する典型的な要因のひとつであった。
家制度を定めた日本の民法の旧規定では、法律上、推定相続人の家督相続権が失われることを指していた。また、特に王太子・皇太子の権利を廃する場合は廃太子という。また、あまり一般的な用語ではないが、王妃・王太子妃・皇太子妃などが廃される場合を廃妃という。

## 主な理由
素行不良
廃嫡の理由の代表例。しばしば名目上の理由として挙げられるが、実際にその通りであるかは不明な場合も多い。
実際に素行不良である場合、淫乱、酒色に溺れる、遊興に走り公務を顧みない（このケースで廃嫡寸前となった例として能に凝りすぎた織田信忠がある）、振舞が粗暴である（当主への侮辱や政治的意味合いのない反抗、正当な理由のない家族・家臣及び領民等の殺傷や甚だしい侮辱など）特定の宗教への狂信（とりわけ、伝統的に信仰されていた宗教とは異なる宗教への狂信）といったケースが具体的内容の代表的なものである。これらがさらに悪化した複合例もしばしばみられる。
父子対立
思想や政治方針の違いなどから出来た溝を埋められずに決裂した時などに起こる。たとえば甲斐国守護の武田氏においては戦国期の信昌・信縄・信虎・晴信（信玄）・勝頼期の代替わりにおいてこのケースが発生しており、晴信は信虎を国外追放して武田家家督を相続しており、次代においては晴信嫡男の義信が廃嫡され（義信事件）、晴信庶子の勝頼が当主となっている(勝頼は四男だが、次男の海野信親は出家、三男の信之は早世しているため)。戦国期武田宗家の内訌についてはそれぞれ家臣団の党派的対立に加え対外的情勢も関係した政治的事件であると考えられているが、信虎以降の三代記については後代に成立した『甲陽軍鑑』ではその原因を父子対立に求めている。
ヨーロッパにおいてはロマノフ王朝のピョートル1世による皇太子アレクセイの廃太子の例がある。
敵国への内通
敵国と内通して反逆、当主暗殺（大抵の場合自分が新当主になる）などを企てた場合に発生する。実母や外戚が関係する場合が多く、徳川家康の嫡男徳川信康は織田信長の命により、母築山殿と共に武田勝頼に内通した嫌疑を受け、廃嫡、切腹させられている。家国の滅亡に直結するため、前述の例のように事実でなく嫌疑だけでも処分されることがある。
病弱
病弱だったり、身体的・精神的な障害を抱えている場合などにも廃嫡はなされた。家を保てないことは即ち一家郎党が路頭に迷うことになるためである。たとえば、徳川将軍家において、虚弱で言語が不明瞭であるとして不安視された徳川家重は、徳川家光以来の長幼の順序を守るということで廃嫡こそなされなかったが、御三家や御三卿、その他の大名家では幕命での廃嫡が往々にしてなされた。
無能
政治的・軍事的あるいは経済的な能力が欠如している場合に発生する。大抵の場合、素行不良と同時に発生する。
偏愛
側室や愛妾の子を嗣子にしたいといった理由など、父親の偏愛からくる場合や、同様に、琉球王国の第二尚氏王朝における尚維衡のケースなどのように自腹の子を嗣子にするため、夫人や妾などが策謀を巡らして行わせる例もある。結果的に嫡子側の先んじた動きにより未遂に終わったが、大友義鑑は正室の子大友義鎮（宗麟）を廃嫡し三男の塩市丸を立てようとして、お家騒動に発展している（二階崩れの変）。
実子誕生
養嗣子として入り嫡男とされた後に養父に実子が誕生した時などに、養嗣子を立てる名分が無くなったり、実子に継がせたいという親や家臣らの意向から養嗣子の廃嫡が行われることがある。たとえば、細川勝元は継嗣がいなかったため、山名宗全の子山名豊久を養子にしていたが、実子細川政元が誕生した後には、豊久を廃嫡して仏門に入れている。福島正則も外甥の福島正之を養嗣子とし、徳川家康の養女満天姫と娶せたが、実子福島忠勝が生まれたため廃嫡し、餓死させている。毛利輝元の養嗣子毛利秀元のように、別家を立てさせる場合もある。
正嫡誕生
側室の子で、正室に男子が誕生しないため仮の嫡子として立てられていた者が、正室に男子が誕生したために廃される例。前述の実子誕生の例に近い。
正室変更
誕生時には当主の正室であった生母が、後に当主が上位者・為政者の家から正室を新たに迎え入れたために離別、または側室に降格になったことで、廃される例。
斯波氏の祖である足利家氏は、母である北条朝時（名越流）の娘が、足利泰氏の正室であったため嫡子とされていたが、後に泰氏が北条氏の上位家系である得宗家から北条時氏の娘を正室として迎え入れたことで側室とされ、北条時氏の娘所生の異母弟である足利頼氏が嫡子となったため廃嫡になったが、一門の有力者として足利家を支え続けており、その家系も室町時代初期までは宗家と遜色のない威勢を保っていた。
為政者への気遣い
関ヶ原の戦いの折、細川忠隆の正室である前田利家の娘・千世は、細川ガラシャを残して、姉である豪姫の屋敷に逃れた。忠隆の父細川忠興はこのことに激怒し、千世との離縁を忠隆に迫るが、忠隆が拒否したため廃嫡した。ただしこの件に関しては、前田と細川との姻戚関係が徳川家から睨まれていたことが廃嫡につながったと、現在では解釈されている（細川忠隆参照）。
このほか江戸初期においては家康の近臣となっていた次男家親への家督相続を図った最上義光による長男義康廃嫡の例がある。
上位家系、主家からの養子受け入れに伴う廃嫡
加賀前田家一門の前田土佐守家においては、主家である前田家から養子（前田直会）を迎えるに際して嫡男（前田直信）を廃嫡した例がある。
保科正光の養子となっていた保科正貞は、兄が将軍徳川秀忠の落胤（保科正之）を秘かに養子として迎えることになったために、一度廃嫡された。後に正之が秀忠の子として認められると、保科氏嫡流を存続させるために改めて同氏の家督を継ぐことになった（飯野藩参照）。

## 廃嫡された主な人物
Category:廃嫡された人物も参照。
- 本願寺順如（名目上の廃嫡だったが、結果的に父蓮如に先立って病死）
- 小早川秀包（兄小早川隆景の養嗣子。廃嫡後は久留米に毛利の別家を立てている）
- 本多忠雄
- 伊達秀宗（伊達政宗の長男。側室の子。廃嫡後は宇和島に伊達の別家を立てている）
- 伊達宗実
- 伊達宗敦（奥羽越列藩同盟の盟主となったために廃嫡）
- 金森宗和
- 福島正之
- 頼山陽
- 渋沢篤二（渋沢栄一の長男。あまりに遊蕩が過ぎたために廃嫡となり長男の敬三が家督を継いだ）[1]
- 西園寺公一（西園寺公望の孫）
- 邦芳王（正妃の子であったが、少年期に発病したため、異母兄博恭王が伏見宮を継承した）
- クヌーズ (デンマーク王子)（兄王に男子が無くエルププリンツとされたが、クヌーズ自身の不人気にも起因した憲法改正により姪マルグレーテが継承権を得た）
- カール・フィリップ (ヴェルムランド公) （誕生時点では王太子だったが、その後王位継承法が改定されたため、継承順が下がった）

## 明治民法における定め
民法典において、昭和22年改正まで、「推定家督相続人ノ廃除」として以下の条項が定められていた。
民法第975条
1. 法定ノ推定家督相続人ニ付キ左ノ事由アルトキハ被相続人ハ其推定家督相続人ノ廃除ヲ裁判所ニ請求スルコトヲ得
  1. 被相続人ニ対シテ虐待ヲ為シ又ハ之ニ重大ナル侮辱ヲ加ヘタルコト
  2. 疾病其他身体又ハ精神ノ状況ニ因リ家政ヲ執ルニ堪ヘサルヘキコト
  3. 家名ニ汚辱ヲ及ホスヘキ罪ニ因リテ刑ニ処セラレタルコト
  4. 浪費者トシテ準禁治産ノ宣告ヲ受ケ改悛ノ望ナキコト
2. 此他正当ノ事由アルトキハ被相続人ハ親族会ノ同意ヲ得テ其廃除ヲ請求スルコトヲ得

民法第976条
被相続人カ遺言ヲ以テ推定家督相続人ヲ廃除スル意思ヲ表示シタルトキハ遺言執行者ハ其遺言カ効力ヲ生シタル後遅滞ナク裁判所ニ廃除ノ請求ヲ為スコトヲ要ス此場合ニ於テ廃除ハ被相続人ノ死亡ノ時ニ遡リテ其効力ヲ生ス
民法第977条
1. 推定家督相続人廃除ノ原因止ミタルトキハ被相続人又ハ推定家督相続人ハ廃除ノ取消ヲ裁判所ニ請求スルコトヲ得
2. 第九百七十五条第一項第一号ノ場合ニ於テハ被相続人ハ何時ニテモ廃除ノ取消ヲ請求スルコトヲ得
3. 前二項ノ規定ハ相続開始ノ後ハ之ヲ適用セス
4. 前条ノ規定ハ廃除ノ取消ニ之ヲ準用ス

民法第978条
1. 推定家督相続人ノ廃除又ハ其取消ノ請求アリタル後其裁判確定前ニ相続カ開始シタルトキハ裁判所ハ親族、利害関係人又ハ検事ノ請求ニ因リ戸主権ノ行使及ヒ遺産ノ管理ニ付キ必要ナル処分ヲ命スルコトヲ得廃除ノ遺言アリタルトキ亦同シ
2. 裁判所カ管理人ヲ選任シタル場合ニ於テハ第二十七条乃至第二十九条ノ規定ヲ準用ス